# TSV Bayer 04 Leverkusen (volley-ball féminin)
Pour les articles homonymes, voir Leverkusen (homonymie).
Le TSV Bayer 04 Leverkusen est un club omnisports allemand fondé en 1904 et basé à Leverkusen. La section volley-ball féminin fondée en 1969 et évolue pour la saison 2016-2017 en 2.Bundesliga Nord.

## Palmarès
- Championnat d'Allemagne
  - Finaliste : 1999, 2004.
- Coupe d'Allemagne
  - Finaliste : 2005.
- Top Teams Cup
  - Finaliste : 2005.

## Effectifs

### Saison 2011-2012
Entraîneur : Zhou Zhong Yu  Chine